# Musköteri
Musköteri avser hedersvakt som ges ombord på större örlogsfartyg i samband med ombordstigning på fartyget. Musköteri utkommenderas alltid tillsammans med fallrepshonnör och sker för konungen, övriga medlemmar av kungl. huset, försvarsministern, flaggmän/generalspersoner samt i undantagsfall för regementsbefäl.